# Edineț
Edineț (ook Yedintsy or Yedintzi) is een gemeente - met stadstitel - en de hoofdplaats van de Moldavische bestuurlijke eenheid (unitate administrativ-teritorială) Edineț. In 2012 had de gemeente, samen met de deelgemeenten Alexăndreni en Gordineștii Noi, 20.200 inwoners.

## Geboren
- Alexandru Spiridon (1960), Moldavisch voetballer
- Virgiliu Postolachi (2000), Moldavisch voetballer